# 던펌린 애슬레틱 FC
던펌린 애슬레틱 FC(Dunfermline Athletic Football Club, Dunfermline Athletic F.C.)는 스코틀랜드 던펌린의 축구 클럽으로, 2006–07 스코틀랜드 프리미어리그 시즌에서 강등된 이후 스코틀랜드 풋볼 리그 1부에서 활동하다가 2010-11 시즌 우승하여 승격하면서 현재 스코틀랜드 프리미어리그에서 활동중이다.

## 성적
- 스코틀랜드 풋볼 리그 1부 우승 3회 (1989, 1996, 2011)
- 스코틀랜드 풋볼 리그 2부 우승 2회 (1926, 1986)
- 스코틀랜드 컵 우승 2회 (1961, 1968), 준우승 3회 (1965, 2004, 2007)
- 스코틀랜드 리그 컵 준우승 3회 (1950, 1992, 2006)
- 스코틀랜드 챌린지 컵 준우승 1회 (2008)

## 선수 명단

### 현역
- 케인 리치 호슬러